# باشگاه فوتبال وارینگتون تاون
باشگاه فوتبال وارینگتون تاون (به انگلیسی: Warrington Town Football Club) یک باشگاه فوتبال در شهر وارینگتون، کشور انگلستان است که در سال ۱۹۴۹ میلادی تأسیس شده‌است.